# Ахметов, Абдулла Сафиевич
Абдулла Сафиевич Ахметов (тат. Абдулла Сафиулла улы Әхмәтов, 12 [25] марта 1905, Звериноголовское, Оренбургская губерния — 28 октября 1976, Казань) — татарский советский писатель (прозаик и драматург), журналист, публицист, педагог, участник Великой Отечественной войны, военный корреспондент, лейтенант.

## Биография
Абдулла Ахметов родился 12 (25) марта 1905 года в станице Звериноголовской Звериноголовского станичного юрта Челябинского уезда Оренбургской губернии, юрт относился к Войсковой территории Челябинского уезда (3-й военный отдел Оренбургского казачьего войска), ныне село — административный центр Звериноголовского муниципального округа Курганской области.
Окончил сельскую школу. В 1922—1923 работал воспитателем детского дома в Челябинской губернии.
После окончания советско-партийной школы работал в избе-читальне на родине. Писал для Уральской областной газеты «Сабан hем чукеш» («Серп и молот»), город Свердловск. В 1925 году как активный селькор был выдвинут на работу в Уральскую областную газету «Сабан hем чукеш», затем работал в газете «Социализм юлы». 
В 1931-1932 годах заведовал литературной частью Уральского областного татаро-башкирского рабочего театра в Свердловске.
В 1932 году переехал в город Казань и поступил в институт. После окончания в 1936 году Казанского педагогического института, до 1941 года работал литературным сотрудником журнала «Совет әдәбияты» («Советская литература»), преподавал татарский язык и литературу в Казанском химико-технологическом техникуме и Музыкальном училище им. Верховного Совета ТАССР (1936—1940).
Член Союза писателей СССР с 1938 года.
В мае 1942 года призван Мамадышским РВК в Рабоче-крестьянскую Красную Армию, участник Великой Отечественной войны. Воевал на Калининском фронте пулеметчиком (второй номер, заряжающий). Во время боев за город Ржев весной 1943 года был ранен. 
С марта 1943 года корреспондент, с января 1944 года корреспондент-организатор газеты 1-го Прибалтийского фронта «Вперёд на врага!» (на татарском языке), младший лейтенант. Газета выходила дважды в неделю на четырех полосах. Последний номер газеты вышел 5 июня 1945 года.
В апреле 1944 года вступил в ВКП(б), в 1952 году партия переименована в КПСС.
В июне 1945 года направлен военным корреспондентом общественно-политической газеты «Суворовский натиск» (на татарском языке) на Забайкальский фронт. После капитуляции Японии газета «Суворовский натиск» выходила в Чанчуне, где 10 сентября 1945 года она стала газетой Забайкальско-Амурского военного округа. 9 ноября 1945 года редакцию газеты перевели в Хабаровск.
Демобилизован в сентябре 1946 года. После войны до 1951 года — заведующий отделом детско-юношеской литературы Таткнигоиздата. В 1952—1955 годах — ответственный редактор журнала «Ялкын» («Пламя»). Затем — руководитель секции детской литературы Союза советских писателей Татарии.
Абдулла Сафиевич Ахметов умер после продолжительной болезни 28 октября 1976 года в городе Казани Татарской АССР, ныне город — административный центр Республики Татарстан.

## Творчество
Литературную деятельность начал в 1929 году.
Автор романов, сборников повестей и рассказов, пьес, публицистических статей. Перу А. Ахметова принадлежат произведения для детей и юношества.

## Книги
В соавторстве с Абдуллой Алишем опубликованы пьесы «Соседи» (1934), «Йолдыз» (1935).
- Шикле кеше: пьеса. — Казан: Татгосиздат, 1939. — 44 б. — 6000 д.
- Үги кыз: пьеса. — Казан: Татгосиздат, 1941. — 31 б. — 3070 д.
- Кара алтын: очерк. — Казан: Татгосиздат, 1947. — 56 б. — 10000 д.
- Солдат балалары: хикәяләр. — Казан: Татгосиздат, 1948. — 71 б. — 8000 д.
- Серләр: драма. — Казан: Татгосиздат, 1949. — 127 б. — 5000 д.
- Гөлчәчәк: пьеса-әкият. — Казан: Татгосиздат, 1951. — 44 б. — 8065 д.
- Солдат хикәяләре. — Казан: Татгосиздат, 1952. — 80 б. — 5065 д.
- Яңа дуслар: балалар өчен кечкенә хикәяләр. — Казан: Татгосиздат, 1954. — 51 б. — 8000 д.
- Сайланма әсәрләр. — Казан: Таткнигоиздат, 1956. — 248 б. — 8000 д.
- Пьесалар. — Казан: Татар. кит. нәшр., 1959. — 188 б. — 7000 д.
- Учак янында: хикәяләр, фронт язмалары. — Казан: Татар. кит. нәшр., 1959. — 84 б. — 7000 д.
- Сайланма әсәрләр. — Казан: Татар. кит. нәшр., 1964. — 354 б. — 13000 д.
- Җыр белән очрашу: хикәяләр, очерклар. — Казан: Татар. кит. нәшр., 1970. — 128 б. — 7000 д.
- Зәңгәр конверт: пьесалар. — Казан: Татар. кит. нәшр., 1975. — 334 б. — 8000 д.
- Пьесалар. — Казан: Татар. кит. нәшр., 1981. — 240 б. — 5000 д.
- Йөрәк шатлана: пьесалар, хикәяләр, очерклар / кереш сүз авт. Л.Ихсанова. — Казан: Татар. кит. нәшр., 1985. — 312 б. — 5500 д.

- Халык иҗаты / төз. А.Әхмәт, Х.Ярми; кереш сүз авт. Х.Ярми. — 2 басма. — Казан: Татгосиздат, 1940. — 270 б. — 15050 д.
- Мәкальләр / төз. А.Әхмәт. — Казан: Татгосиздат, 1948. — 24 б. — 5165 д.
- Табышмак әйтәм — табыгыз / төз. А.Әхмәт. — Казан: Татгосиздат, 1949. — 32 б. — 5065 д.
- Хуҗа Насретдин мәзәкләре / төз. һәм әдәби эшкәртүче А.Әхмәт. — 3 басма. — Казан: Татар. кит. нәшр., 1966. — 238 б. — 50000 д.

- Черное золото: очерк / пер. с татар. К.Горбунова. — Казань: Татгосиздат, 1947. — 45 с. — 10000 экз.
- Падчерица: пьеса / пер. с татар. И.Заботина. — Казань: Татгосиздат, 1948. — 36 с. — 10000 экз.
- Письмо брата: рассказы. — Казань: Таткнигоиздат, 1961. — 27 с. — 20000 экз.
- Рассказы. — Казань: Татар. кн. изд-во, 1974. — 46 с. — 100000 экз.

## Награды
- Орден Красной Звезды, 16 мая 1945 года[4]
- Медаль «За победу над Германией в Великой Отечественной войне 1941—1945 гг.»
- Медаль «За победу над Японией»
- Медаль «За взятие Кёнигсберга»
- Почётная грамота Президиума Верховного Совета Татарской АССР, дважды: 1955 год, 1965 год
- Почётная грамота Татарского обкома ВЛКСМ, 1972 год
- Почётная грамота Оргкомитета Республиканского смотра театральных коллективов сельской художественной самодеятельности Татарской АССР 1948-1949 гг.

## Семья
У Абдуллы Ахметова четверо детей: два сына (1931 и 1935 годов рождения) и две дочери (1937 и 1942 годов рождения).